# Olympiska vinterspelen 1998
Olympiska vinterspelen 1998 var de artonde (XVIII) olympiska vinterspelen, som hölls i Nagano i Japan. Detta var första gången på 26 år som ett vinterspel hölls i Asien, efter 1972 års spel i Sapporo (även det i Japan). 
Spelen fick en del problem, vädret var väldigt varierande, med snö, regn och dimma. Detta gjorde att den alpina skidåkningen fick många problem. Herrarnas störtlopp fick skjutas upp fyra gånger. Under spelens andra vecka fanns det oro att alpina skidåkningen inte skulle hinna slutföras före avslutningsceremonin. Ett av åken i bob fick också förflyttas.
Ett antal nya grenar gjorde debut under spelen, med damernas ishockey i spetsen, som USA vann med en mild skräll över favoriterna Kanada.
Snowbord var en OS-sport för första gången med grenarna halfpipe och storslalom. I herrarnas storslalom diskvalificerades vinnande Ross Rebagliati, Kanada, två dagar efter vinsten för att hans dopingtest hade varit positivt för marijuana. Men efter en protest från Kanadas olympiska kommitté fick han behålla guldmedaljen.
Curling var för första gången en medalj-sport.

## Kandidatur
Andra kandidater var; Aosta, Jaca, Östersund, Salt Lake City. Arrangörsstaden valdes i Birmingham den 15 juni 1991 på IOK:s nittiosjunde kongress. Nagano vann över Salt Lake City med enbart fyra röster. En anledning till valet av Nagano kan ha varit att amerikanska Atlanta hade anordnat olympiska sommarspelen 1996.
| Omröstningsresultat | Omröstningsresultat | Omröstningsresultat | Omröstningsresultat | Omröstningsresultat | Omröstningsresultat | Omröstningsresultat |
| ------------------- | ------------------- | ------------------- | ------------------- | ------------------- | ------------------- | ------------------- |
| Stad                | Nation              | Rond 1              | Rond 2              | Rond 3              | Rond 4              | Rond 5              |
| Nagano              | Japan               | 21                  | -                   | 30                  | 36                  | 46                  |
| Salt Lake City      | USA                 | 15                  | 59                  | 27                  | 29                  | 42                  |
| Östersund           | Sverige             | 18                  | -                   | 25                  | 23                  | -                   |
| Jaca                | Spanien             | 19                  | -                   | 5                   | -                   | -                   |
| Aosta               | Italien             | 15                  | 29                  | -                   | -                   | -                   |

## Emblem
Spelens emblem var en blomma, där varje blomblad var en idrottare som utövade en vintersport. Den kan också ses som en symbolisk snöflinga för de olympiska vinterspelen. Blomman kan också associera till en bergsblomma, som markerar Naganos engagemang för miljön. Blomman kallades således för snöblomma.

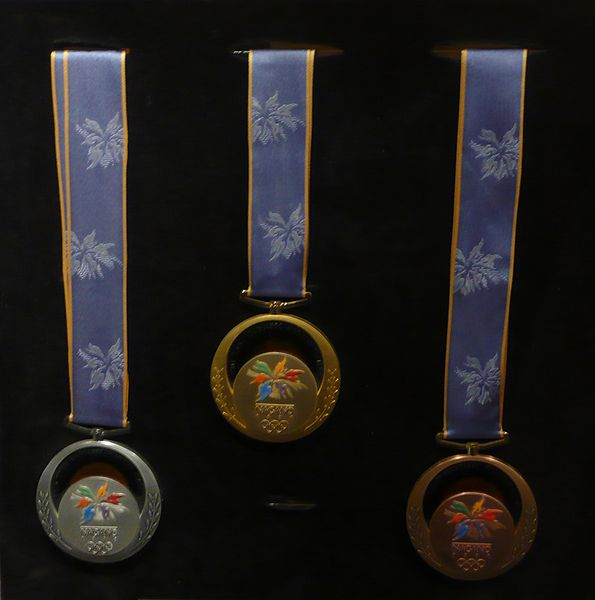
Emblemet på guld, silver och bronsmedaljen

## Medaljen
För att förmedla lokala särdrag hade medaljerna skapats i lack (Kiso lack). Dekorationen är en präglad förgyllning (eller Maki-e), med så kallade shippoyaki (dvs. cloisonné-teknik) och metallarbete med stor precision.
Framsidan är den uppgående solen i Maki-e, omgiven av olivkvistar och tillsammans med emblemet i cloisonné. De lackerade delarna gjordes individuellt av konstnärer från Kiso-regionen. Medaljerna hade en diameter på 80 mm med en tjocklek på 9,7 mm och guldmedalj vägde 256g, silvermedaljen 250g och bronsmedaljen 230 g.